# NGC 217
NGC 217 هي مجرة حلزونية أو محدبة تبعد حوالي 178 سنة ضوئية من النظام الشمسي تقع في كوكبة قيطس. تم اكتشافها في 28 نوفمبر 1785 من قبل ويليام هيرشيل.

## وصلات خارجية
- NGC 217 على موقع ويكي سكاي: DSS2, SDSS, GALEX, IRAS, Hydrogen α, X-Ray, Astrophoto, Sky Map, Articles and images